# 五尧乡
五尧乡，是中华人民共和国河北省保定市莲池区下辖的一个乡镇级行政单位。

## 行政区划
五尧乡下辖以下地区：
乌马庄村、北五尧村、北沟头村、小祝泽村、北辛庄村、南辛庄村、安庄村、唐庄村、丰台村、东五尧村、西五尧村、管庄村、西小庄村、四平庄村和南沟头村。